# Sárgaarcú ara
A sárgaarcú ara (Orthopsittaca manilatus), korábban vöröshasú ara, a papagájalakúak (Psittaciformes) rendjébe és a papagájfélék (Psittacidae) családjába tartozó Orthopsittaca nem egyetlen faja.

## Rendszerezése
A fajt Pieter Boddaert holland ornitológus írta le 1783-ban, a Psittacus nembe Psittacus manilatus néven. Sorolták az Ara nembe Ara manilata néven is.

## Előfordulása
Dél-Amerikában, Bolívia, Brazília, Kolumbia, Ecuador, Francia Guyana, Guyana, Peru, Suriname, Trinidad és Tobago és Venezuela területén honos.
Természetes élőhelyei a szubtrópusi vagy trópusi száraz erdők, síkvidéki esőerdők és szavannák, valamint ültetvények és vidéki kertek. Vonuló faj.

## Megjelenése, felépítése
Testhossza 51 centiméter, testtömege 290–360 gramm.

## Szaporodása
Egy fészekalja 3–5 tojás, amin a tojó 25 napig kotlik. A fészeklakó fiókák csak további 11 hét múlva repülnek ki.

## Természetvédelmi helyzete
Az elterjedési területe rendkívül nagy, egyedszáma pedig stabil. A Természetvédelmi Világszövetség Vörös listáján nem fenyegetett fajként szerepel.